# Talmberk
Talmberk (německy Talenberg, Talmberg (1297), Tallenberg) je malá vesnice, část obce Samopše v okrese Kutná Hora. Nachází se asi dva kilometry východně od Samopší.
Talmberk je také název katastrálního území o rozloze 1,35 km² a stejnojmenného zříceného hradu.

## Historie
První písemná zmínka o vesnici pochází z roku 1297.

## Pamětihodnosti
- Hrad Talmberk

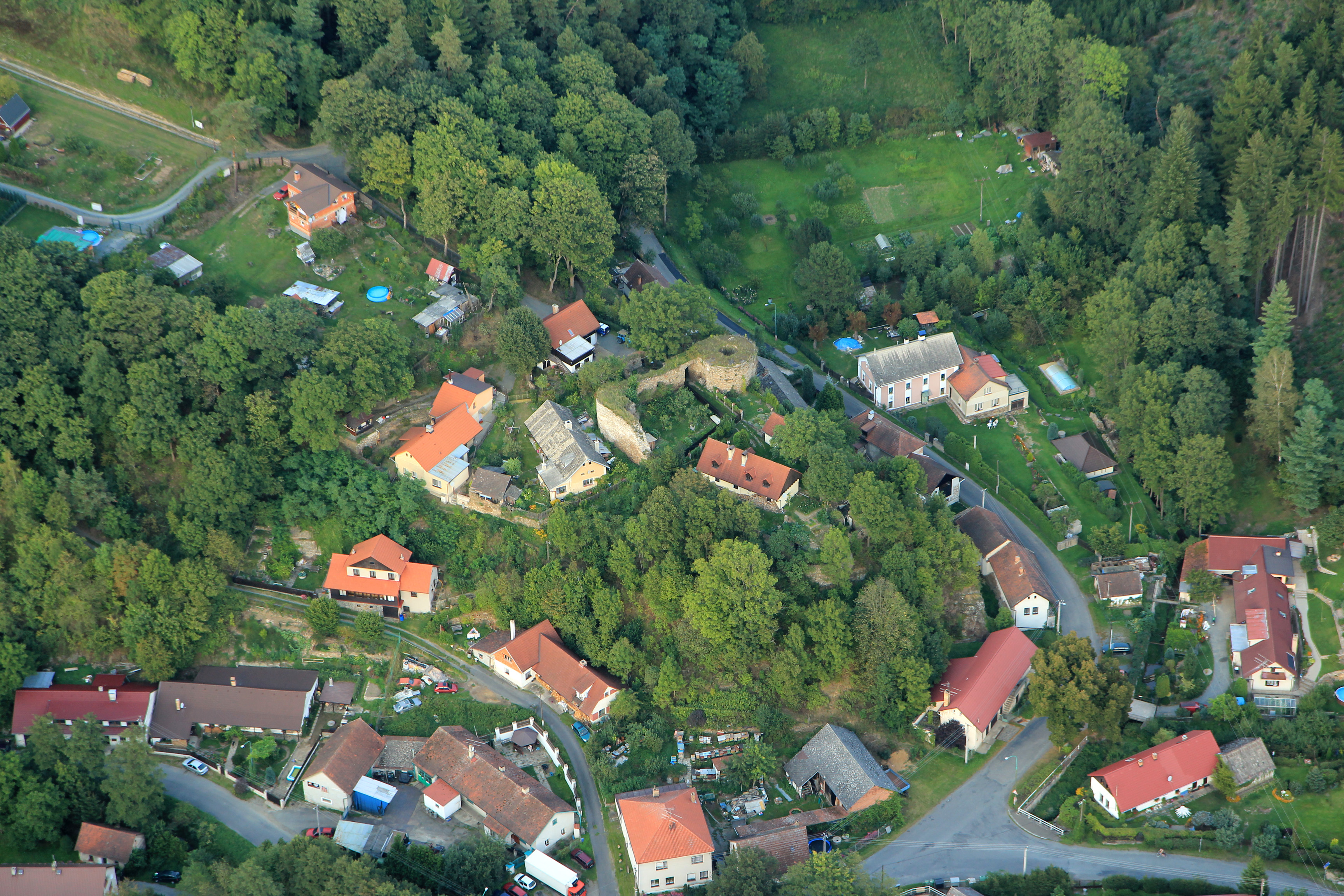
Letecký pohled na Talmberk se zříceninou středověkého hradu pánů z Talmberka

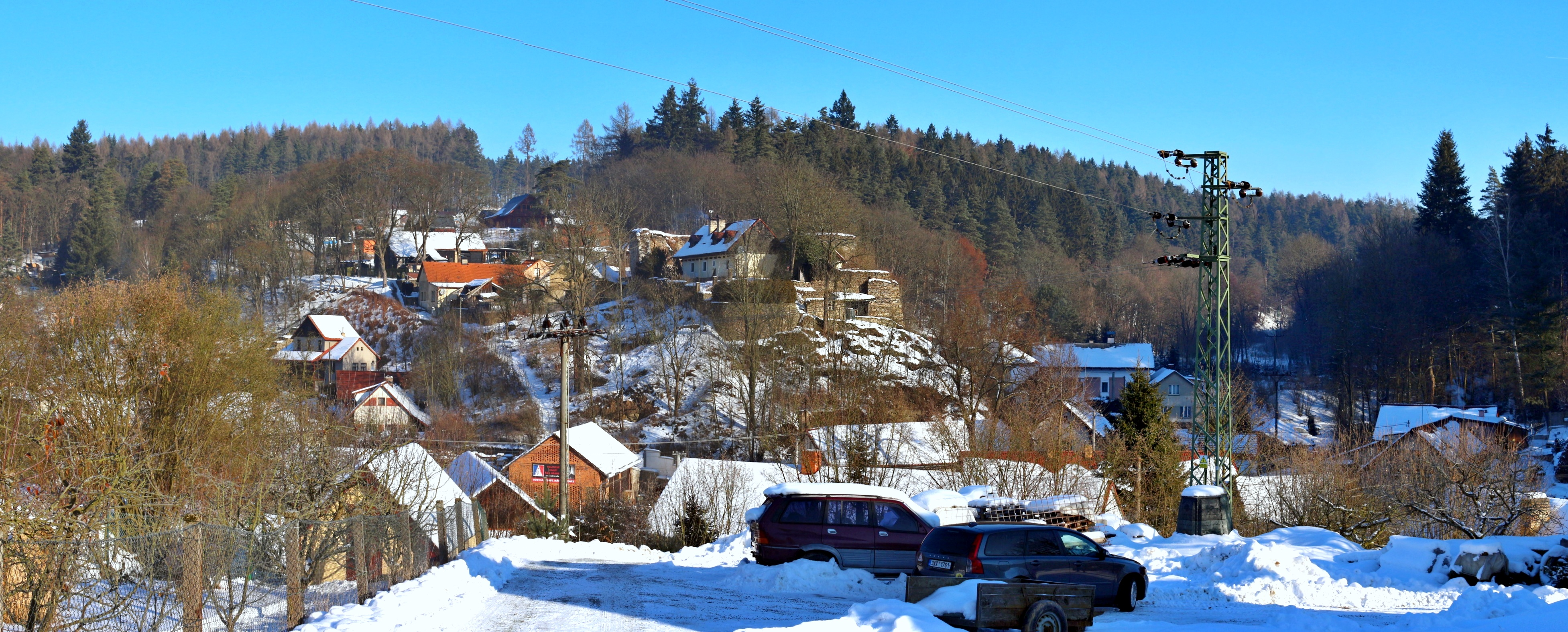
Panorama vesnice

- Smírčí kříž stojí na východním okraji vsi
- Zvonička na návsi

## Zajímavosti
Vesnice a hrad se objevují ve hře Kingdom Come: Deliverance
Ve své knize Ještě máme, co jsme chtěli, vesnici  zmiňuje Miloslav Švandrlík jako rodiště jedné z knižních postav Jaroslava Dumbery.